# 農祥設治局
農祥設治局，民國時設置於四川省的設治局，位于四川省東南，今重慶市境内。

## 歷史沿革
民国三十四年（1945年）11月，由酉陽、秀山兩縣析置。局所駐龍潭鎮（今重慶市酉阳土家族苗族自治县龍潭鎮）。
- 內政部公函[1]：

前准四川省政府咨以酉陽縣境過於遼闊，施政不便，擬將其東部龍潭鎮等十三鄉鎮，益以秀山縣屬大溪、石堤、宋晨各鄉之一部或全部析置農祥設治局，業經呈奉行政院轉奉國民政府令准備案，除電達四川省政府查照並通行外即希查照。

有资料称，至民国三十七年时尚未设立。1949年撤銷，辖地併入酉陽、秀山兩縣。